# Палікувка
Палікувка (пол. Palikówka) — село в Польщі, у гміні Красне Ряшівського повіту Підкарпатського воєводства.
Населення — 1239 осіб (2011).
У 1975-1998 роках село належало до Ряшівського воєводства.

## Демографія
Демографічна структура станом на 31 березня 2011 року:
|          | Загалом | Допрацездатний вік | Працездатний вік | Постпрацездатний вік |
| -------- | ------- | ------------------ | ---------------- | -------------------- |
| Чоловіки | 624     | 125                | 416              | 83                   |
| Жінки    | 615     | 118                | 339              | 158                  |
| Разом    | 1239    | 243                | 755              | 241                  |